# Nancy Vonderheide
Nancy Vonderheide (nombre de casada Nancy Kleinman; c. 1939-11 de marzo de 2017) fue una deportista estadounidense que compitió en tiro con arco, en la modalidad de arco recurvo. Ganó cuatro medallas en el Campeonato Mundial de Tiro con Arco al Aire Libre, en los años 1961 y 1963.

## Palmarés internacional
| Campeonato Mundial al Aire Libre | Campeonato Mundial al Aire Libre | Campeonato Mundial al Aire Libre | Campeonato Mundial al Aire Libre |
| Año                              | Lugar                            | Medalla                          | Prueba                           |
| -------------------------------- | -------------------------------- | -------------------------------- | -------------------------------- |
| 1961                             | Oslo (Noruega)                   | Medalla de oro                   | Individual                       |
| 1961                             | Oslo (Noruega)                   | Medalla de oro                   | Equipo                           |
| 1963                             | Helsinki (Finlandia)             | Medalla de oro                   | Equipo                           |
| 1963                             | Helsinki (Finlandia)             | Medalla de plata                 | Individual                       |